# Classe Mistral

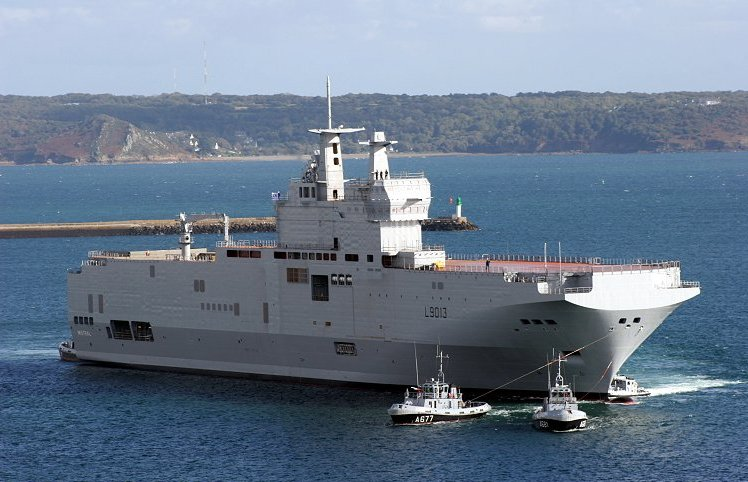
La Mistral

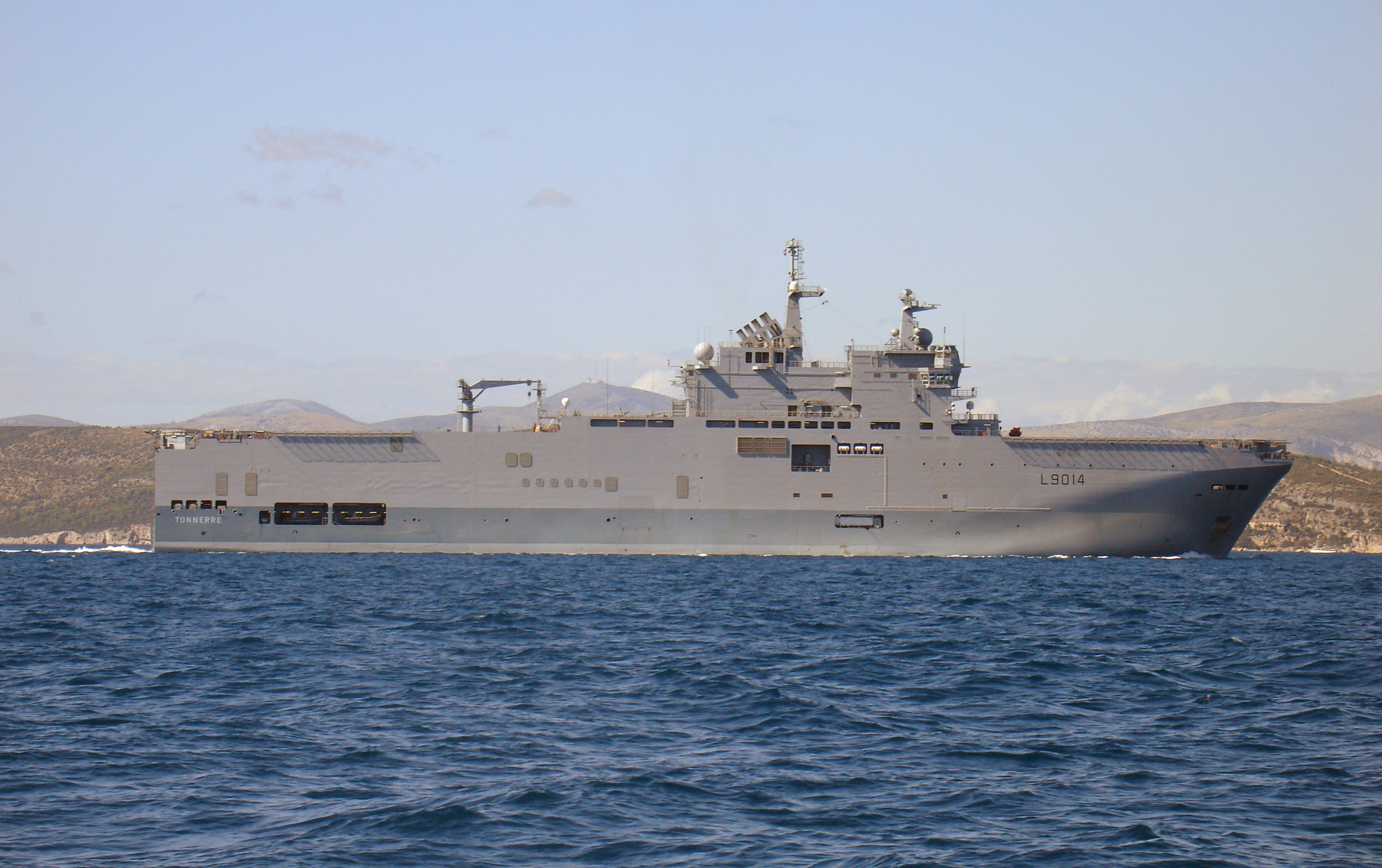
La Tonnerre

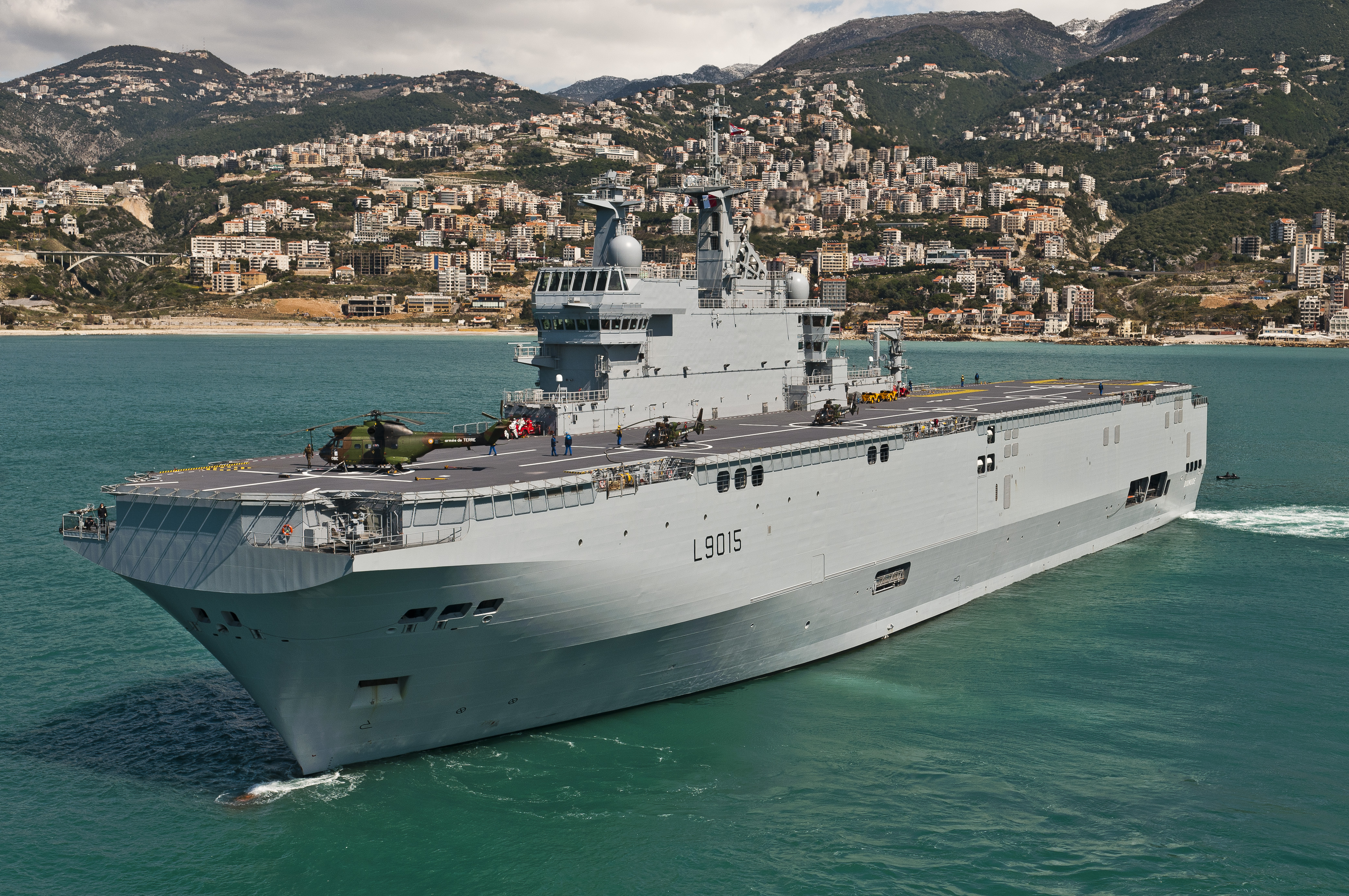
La Dixmude

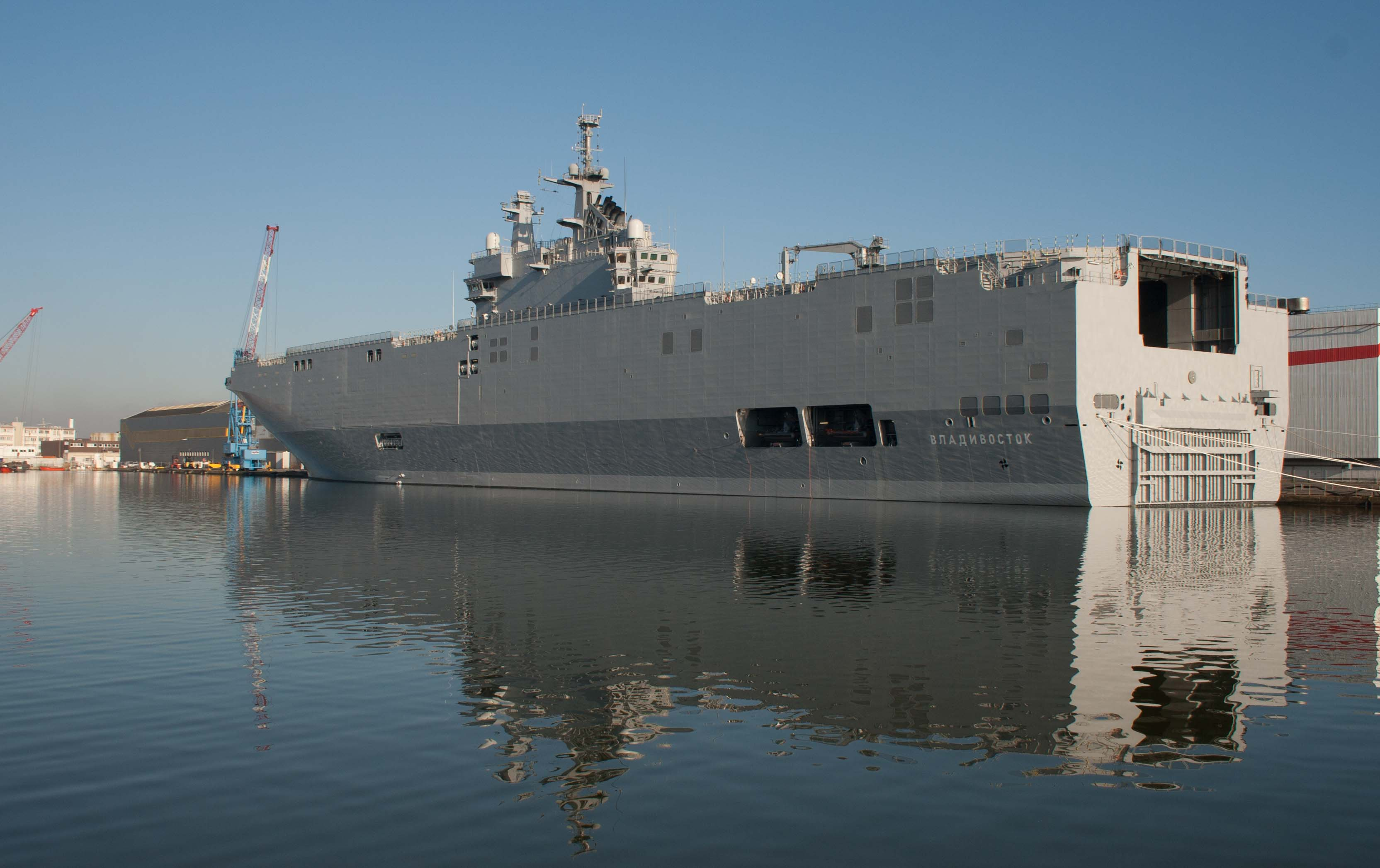
La Vladivostok (poi Gamal Abdel Nasser)

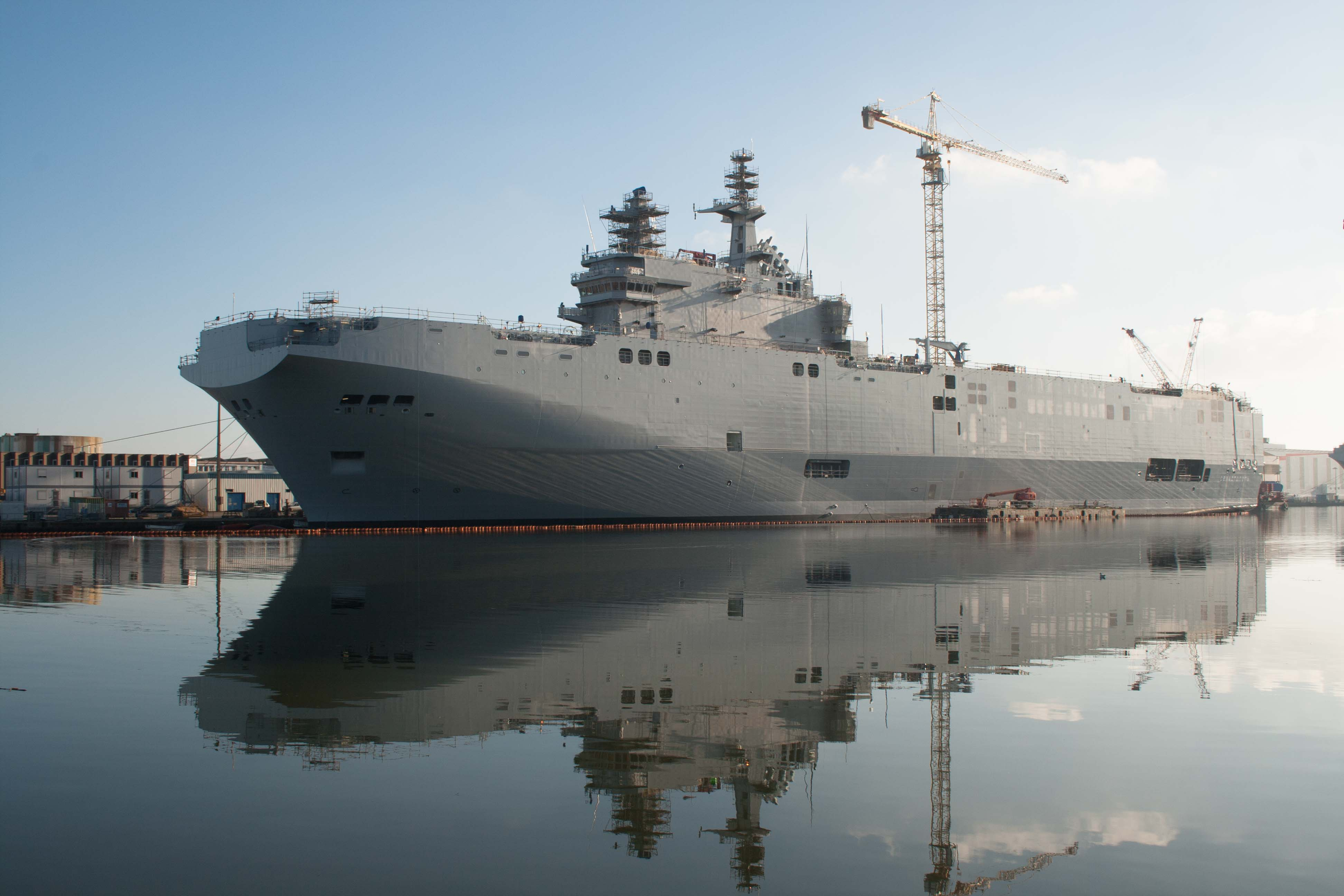
La Sevastopolʹ (poi Anwar El Sadat)

La unità della classe Mistral sono delle portaelicotteri d'assalto anfibio (dal francese: Porte-Hélicoptères Amphibies (PHA)) – in precedenza "navi di proiezione e comando" (dal francese: Bâtiments de projection et de commandement (BPC)) fino al gennaio 2019 della Marina militare francese. La loro denominazione NATO è Landing Helicopter Dock (LHD).
Queste sono le prime del loro genere ad essere costruite in Francia per la Marine nationale. Le loro dimensioni e caratteristiche consentono loro di essere integrate sia in un gruppo aeronavale francese, sia in una NATO Response Force (forza di reazione della NATO) o in missioni di mantenimento della pace sotto mandato delle Nazioni Unite o dell'Unione europea. A seguito del ritiro della Jeanne d'Arc (R 97), le navi svolgono anche il ruolo di nave scuola per formazione gli ufficiali della marina (Mission Jeanne d'Arc).
Tre di queste navi, il cui studio è iniziato nel 1997, sono state costruite per Marine nationale: la Mistral (L 9013), che è entrata servizio attivo il 15 dicembre 2006, la Tonnerre (L 9014), che l'ha fatto il 1º agosto 2007 e la Dixmude (L 9015), che è entrata in servizio il 12 marzo 2012. Una quarta nave, secondo la Legge programmazione militare (2009-2014), doveva essere realizzata per entrare in servizio attivo nel 2019/2020, ma, nella successiva Legge programmazione militare (2014-2019), la quarta Mistral non è più contemplata. Le Mistral sostituiscono le 4 LPD delle classi Ouragan (2 navi dismesse entrambe nel 2007) e Foudre (2 navi dismesse nel 2011 e nel 2015). Il costo di una nave della classe Mistral si situa tra 294 e 420 milioni di euro.

## Descrizione
Le BPC Mistral sono realizzate per compiere diverse missioni :
- proiettare delle forze per via aerea o marittima;
- condurre delle operazioni di proiezione di forze per via aerea e/o marittima da un posto di comando operativo imbarcato;
- sostenere le forze impiegate nello sbarco;
- assistere le popolazioni civili.

Le BPC Mistral sono ottimizzate per operare a prossimità delle zone di crisi nel quadro di operazioni anfibie nazionali o alleate, di missioni di crisi, di operazioni di aerotrasporto o di trasporto operativo.

Le Mistral possiedono le seguenti capacità in materie di proiezione delle forze: fino a 750 militari, 16 elicotteri Tigre o NH90 (di 12 t) possono essere imbarcati insieme a una sessantina di veicoli blindati tra cui il MBT Leclerc. Gli elicotteri degli alleati "medio-pesanti", come l'EH101 Merlin (da 16 t), possono posarsi sul ponte di volo. Gli elicotteri "pesanti", come il Super Stallion americano (da 35 t) dispongono di uno spot d'atterraggio dedicato (lo spot n° 1).
Le dimensioni dell'hangar da sbarco sono tali che è possibile utilizzare tutti i tipi di mezzi da sbarco classici, come i CTM francesi o i LCM o i LCAC americani o gli EDA-R, che sono stati realizzati specialmente per essere utilizzati a partire dalle Mistral.
Le BPC Mistral possono svolgere 4 tipi di missioni differenti:
Nave comando850 m² di spazi modulari e connessi permettono di accogliere uno stato maggiore (nazionale di una coalizione, di livello operativo o tattico) potendo arrivare fino a 200 persone e offrendo delle condizioni di lavoro simili a quelle di un posto di comando a terra.
Nave anfibiaLe BPC Mistral possono operare con 2 EDA-R. La capacità di carico su estende su 2.650 m² di hangar per veicoli, per merci e per 450 soldati col loro equipaggiamento (un mezzo-reggimento) secondo dei livelli di comfort e di abitabilità che permettono dei soggiorni di lunga durata. Questa capacità di trasporto truppe può essere portata fino a 700 in condizioni di alloggiamento più spartane. Il bacino allagabile può accogliere 4 CTM (mezzi simili agli LCM), o 2 hovercraft LCAC (americani), o 2 EDA-R, per sbarcare tutti i tipi di mezzi militari disponibili (MBT, IFV, VTT/APC, ect.) e la fanteria di marina dal mare verso la terra.
Portaelicotteri d'assaltoLa capacità di carico è di 16 elicotteri, idealmente i Tigre e gli NH90, ma vi operano ancora anche i Gazelle dell'ALAT. Il ponte di volo continuo di 5.200 m² permette di accogliere contemporaneamente fino a 6 elicotteri di tutti i tipi in servizio presso le forze militari della NATO. 2 ascensori permettono di ottimizzare le gestione della movimentazione degli elicotteri dal ponte di volo verso l'hangar dedicato di 1.800 m², equipaggiato di sale dimensionate per effettuare tutti i tipi di operazioni di manutenzione.
Nave ospedaleCon l'arrivo delle BPC Mistral, il service de santé de la force d'action navale dispone per la prima volta in mare di una capacità di trattamento e di ospedalizzazione dei feriti, simile a quella di un ospedale da campo, secondo il concetto di "seabasing". Le installazioni mediche e ospedaliere sono ripartite su 750 m² e comprendono:
- 2 sale d'operazione;
- 1 sala di radiologia;
- 1 sala dentistica;
- 1 scanner di ultima generazione;
- 1 sala tecnica completa dotata, tra l'altro, di 69 letti d'ospedale e di installazioni per la telemedicina.

I mezzi di questo ospedale possono essere sensibilmente aumentati con l'aggiunta di shelter modulari che possono offrire un supporto sanitario paragonabile a quello di un ospedale per una città di 30.000 abitanti. Queste capacità mediche, realizzate per il sostegno delle operazioni anfibie, possono naturalmente essere messe al servizio di operazioni umanitarie.

## Affare delle Mistral russe
Nel 2011 il governo francese e quello russo siglarono un contratto per due unità e due in opzione per la Voenno Morskoj Flot Rossijskoj Federacii, le prime due vennero costruite in Francia e le altre 2 opzionali in Russia.
Le versioni realizzate per la Voenno-Morskoj Flot Rossijskoj Federacii differivano da quelle francesi principalmente per l'integrazione di sistemi elettronici differenti e di altre componenti (costruite presso Baltic Shipyard a San Pietroburgo) e per alcune modifiche per adattarle all'uso che ne avrebbe potuto fare la Marina militare russa, inoltre gli elicotteri imbarcati dovevano essere i Kamov Ka-29 e i Kamov Ka-52K.

La costruzione della prima nave, la Vladivostok iniziava nel 2012 e la consegna alla Russia era prevista per novembre 2014, la costruzione della seconda, la Sevastopolʹ cominciava nel 2013 e la consegna era prevista per novembre 2015.
Nel dicembre 2012, il governo russo decise di annullare l'opzione per le due navi da realizzare in Russia.

Nel 2014, per via delle proteste filorusse in Ucraina, della crisi della Crimea e della guerra dell'Ucraina orientale, la Francia minacciò di non consegnare le navi una volte pronte, subordinando la consegna delle stesse alla normalizzazione della situazione in Ucraina; il 25 novembre 2014, in occasione della data prevista per la consegna della prima nave (la Vladivostok), la Francia decise di rinviare sine die (jusqu'à nouvel ordre) la consegna della prima nave ordinata dalla Russia.
Essendo un contratto già siglato, le due Mistral non rientravano nelle sanzioni internazionali imposte dall'UE e dagli USA contro la Russia, nonostante ciò il presidente Hollande ne volle fare una questione di principio.

Il 5 agosto 2015, dopo 8 mesi di negoziazioni, la Francia e la Russia annunciarono di aver risolto il contratto di costruzione delle due Mistral per la Marina russa. La Francia si impegnava a rimborsare la Russia per quasi 1 miliardo di euro e, previa rimozione degli equipaggiamenti e i materiali di produzione russa a bordo, poteva rivendere le due navi. Il costo finale per la Francia di questo annullamento è stato di 949754849 € secondo un comunicato ufficiale del governo francese, tuttavia questo importo era relativo unicamente all'indennizzo versato alla Russia e non comprendeva le altre perdite e i costi generati dall'annullamento.

Dopo questo rifiuto di vendere le due navi alla Russia, quattro paesi si mostrarono interessati all'acquisto: il Canada, l'India, Singapore e l'Egitto (con l'aiuto finanziario dell'Arabia Saudita). 

Il 23 settembre 2015, l'Eliseo annunciava di aver concluso la vendita delle due navi all'Egitto. La vendita alla Marina militare egiziana consentì di mantenere il materiale russo a bordo; l'Egitto comprò anche i 45 elicotteri russi Kamov Ka-52 previsti per equipaggiare le Mistral russe e i 4 CTM NG e 2 i EDA-R francesi come batteria di mezzi da sbarco. Le due navi entravano in servizio con la Marina militare egiziana nel 2016.

## Missioni e operazioni
Mistral
- Opération Baliste (2006, in Libano)
- Mission Corymbe 98 (2008-2009, nel golfo di Guinea)
- Mission Gavial 08 (2008)
- Mission Corymbe 103 (2010)
- Mission Jeanne d'Arc (2011, nave scuola)
- Opération Harmattan (2011)
- Mission Corymbe 119 (2012-2013)
- Mission Jeanne d'Arc (2014)
- Mission Corymbe 124 (2014)
- Mission Corymbe 131 (2015-2015)
- Mission Jeanne d'Arc (2017)

Tonnerre
- Mission Corymbe 92 (2008)
- Mission Corymbe 96 (2008-2009)
- Mission Jeanne d'Arc (2010)
- Mission Corymbe 106 (2010-2011)
- Opération Harmattan (2011)
- Mission Corymbe 113 (2012)
- Mission Jeanne d'Arc (2013)
- Mission Corymbe 127 (2014-2015)
- Mission Jeanne d'Arc (2016)
- Missione umanitaria a seguito dell'uragano Irma (2017)

Dixmude
- Mission Jeanne d'Arc (2012)
- Opération Eunavfor Atalanta (2012)
- Mission Corymbe 115 (2012)
- Opération Serval (2013)
- Opération Sangaris (2013)
- Mission Corymbe 122bis (2013-2014)
- Mission Jeanne d'Arc (2015)
- Mission Jeanne d'Arc (2018)

Gamal Abdel Nasser
- Esercitazione Cleopatra 2016 (2016)

Anwar El Sadat
- Esercitazione Cleopatra 2016/2 (2016)

## Unità
| Marine nationale | Marine nationale | Marine nationale | Marine nationale     | Marine nationale          | Marine nationale  | Marine nationale  | Marine nationale     | Marine nationale |
| Matricola        | Nome             | Ordine           | Impostazione (Brest) | Impostazione (St-Nazaire) | Varo              | Consegna alla DGA | Ingresso in servizio | Porto base       |
| ---------------- | ---------------- | ---------------- | -------------------- | ------------------------- | ----------------- | ----------------- | -------------------- | ---------------- |
| L9013            | Mistral          | 22 dicembre 2000 | 10 luglio 2003       | 13 ottobre 2003           | 6 ottobre 2004    | 27 febbraio 2006  | 15 dicembre 2006     | Tolone           |
| L9014            | Tonnerre         | 22 dicembre 2000 | 26 agosto 2003       | 5 maggio 2004             | 26 luglio 2005    | 28 febbraio 2007  | 1º agosto 2007       | Tolone           |
| L9015            | Dixmude          | 16 aprile 2009   |                      | 20 gennaio 2010           | 17 settembre 2010 | 12 gennaio 2012   | 12 marzo 2012        | Tolone           |

| Al-Quwwāt al-Baḥriyya al-Miṣriyya | Al-Quwwāt al-Baḥriyya al-Miṣriyya  | Al-Quwwāt al-Baḥriyya al-Miṣriyya | Al-Quwwāt al-Baḥriyya al-Miṣriyya | Al-Quwwāt al-Baḥriyya al-Miṣriyya | Al-Quwwāt al-Baḥriyya al-Miṣriyya | Al-Quwwāt al-Baḥriyya al-Miṣriyya | Al-Quwwāt al-Baḥriyya al-Miṣriyya |
| Matricola                         | Nome (Egitto)                      | Nome (Russia)                     | Impostazione (St-Nazaire)         | Varo                              | Consegna all'Egitto               | Ingresso in servizio              | Porto base                        |
| --------------------------------- | ---------------------------------- | --------------------------------- | --------------------------------- | --------------------------------- | --------------------------------- | --------------------------------- | --------------------------------- |
| L1010                             | Gamal Abdel Nasser جمال عبد الناصر | Владивосток Vladivostok           | 1º febbraio 2012                  | 15 ottobre 2013                   | 2 giugno 2016                     |                                   | Safaga                            |
| L1020                             | Anwar El Sadat محمد أنور السادات   | Севастополь Sevastopolʹ           | 18 giugno 2013                    | 21 novembre 2014                  | 16 settembre 2016                 |                                   | Alessandria                       |